# Баудінст
Баудінст (нім. Baudienst — будівельна служба, в тогочасній українській термінології — Служба Праці) — напіввоєнізовані формування, створені у перебігу Другої світової війни (1942—1943) німецькою окупаційною владою в Галичині з українських юнаків для виконання різних примусових робіт.
У 1942 році гітлерівці мобілізували до «Баудінсту» юнаків 1922 року народження, а в 1943 р. — 1923 р. н.
Зокрема, у Коломиї була створена «баукомпанія» — будівельна сотня та комендатура «Baudiensthauptstelle», що містилася на теперішній вулиці Івана Франка. Очолювали її Ґеріпґ, Сіберт та інші.